# Montego Bay Sports Complex
 (avril 2025).
Le Montego Bay Sports Complex est un complexe sportif  situé à dans la zone de Catherine Hall à Montego Bay en Jamaïque.

## Événements
En janvier 2014, le stade de Montego Bay accueille le championnat de la CONCACAF des moins de 20 ans. 
Du 11 au 18 novembre 2014, le stade accueille la phase finale de la Coupe caribéenne des nations 2014.